# Det Tyske Forbund
Det Tyske Forbund blev dannet 8. juni 1815 på Wienerkongressen og bestod af 38 stater (34 fyrstendømmer og 4 bystater). Det afløste Det Tysk-Romerske Rige, som var blevet opløst 1806 som en følge af Napoleonskrigene. Forbundets to vigtigste og største medlemmer var Preussen og Østrig. I 1829 bestod det af et samlet areal på omkring 630.100 km2 og talte henved 29,2 millioner indbyggere.
Antallet af forbundsstater mindskedes efterhånden som følge af, at fyrstehuse arvede andre stater, og bestod i 1863 af 35 stater. Utilfredshed med forbundet førte flere gange til forsøg på en egentlig genskabelse af et tysk rige, således under revolutionerne 1848-1849. I 1866 opløstes forbundet, efter at Preussen på Bismarcks initiativ havde besejret Østrig, og afløstes af Det Nordtyske Forbund (1867-71).

## Traktaktgrundlag og organisering
Forbundet havde som sit grundlag forbundsakten af 8. juni 1815, der angav det som forbundets mål at sikre Tyskland indre og ydre fred samt at værne om de tyske staters selvstændighed og ukrænkelighed, og den såkaldte "Wiener-Schlussacht" af 15. maj 1820, der indeholdt indskrænkende bestemmelser om de i forbundsaktens § 13 lovede stænderforsamlingers magtområde. Forbundets anliggender styredes af en forbundsforsamling, den såkaldte forbundsdag, der bestod af udsendinge fra alle forbundsstaterne, og havde sit sæde i Frankfurt am Main. Forbundsdagen holdt under Østrigs forsæde møde enten som plenum, hvor der forhandledes om forandringer i forbundets grundlov, om optagelse af nye medlemmer, om krig og fred og lignende vigtige anliggender, eller som et snævert råd, forbundsregeringen. Til plenum havde alle forbundsgesandter adgang, således at Østrig og de fem kongeriger hver havde fire stemmer, Baden, Hessen-Darmstadt, Hessen-Kassel, Luxemburg og Holsten hver tre, Mecklenburg-Schwerin, Braunschweig og Nassau hver to, de øvrige stater hver een stemme. I forbundsregeringen havde Østrig, de fem kongeriger, Baden, Hessen-Kassel, Hessen-Darmstadt, Luxemburg og Holsten hver een stemme, alle de øvrige stater havde seks kurstemmer.
Beslutninger blev taget med to tredjedels flertal og var bindende for forbundsstaterne.
Den nationale enhed repræsenteredes væsentlig kun af hæren, hvortil alle forbundsstater stillede hver sit kontingent, men på andre områder var der, når en fælles vekselret og en fælles handelslov undtages, så godt som ikke tale om fællesskab. Et fælles møntvæsen og postvæsen fandtes således ikke, og toldforeningen omfattede ikke alle stater.

## Afgrænsning
Forbundets territorium faldt sammen med det senere tyske riges med undtagelse af provinsen Preussen og den slesvigske del af provinsen Slesvig-Holsten, som ikke indgik i forbundets område, mens de tysk-østrigske lande Liechtenstein og Luxemburg-Limburg hørte med til forbundet, indtil de 1866 udtrådte af forbindelsen med Tyskland.

## Medlemmer af forbundet
1. Kejserriget Østrig (uden Galicien, Ungarn, Kroatien, Dalmatien og Kongeriget Lombardiet-Venetien) (fra 1818 hørte den vestlige del af Galicien også til Det Tyske Forbund)
2. Kongeriget Preussen (uden Posen, Østpreussen og Vestpreussen) (fra 1848-1851 var de preussiske provinser Øst- og Vestpreussen og den vestlige og nordlige del af Posen en del af forbundet)
3. Kongeriget Bayern
4. Kongeriget Sachsen
5. Kongeriget Hannover (til 1837 i personalunion med Storbritannien)
6. Kongeriget Württemberg
7. Kurfyrstendømmet Hessen
8. Storhertugdømmet Baden
9. Storhertugdømmet Hessen
10. Storhertugdømmet Luxemburg (i personalunion med Nederlandene) (den vestlige del af Luxemburg gik ud af Det Tyske Forbund, da det blev afstået til Belgien. Derfor blev det nederlandske hertugdømme Limburg medlem i stedet)
11. Storhertugdømmet Mecklenburg-Schwerin
12. Storhertugdømmet Mecklenburg-Strelitz
13. Storhertugdømmet Sachsen-Weimar-Eisenach
14. Storhertugdømmet Oldenburg
15. Hertugdømmerne Holsten og Lauenborg 1806-1864 knyttet til Danmark, 1854-58 ved Fællesforfatningen, 1863-1864 ved Novemberforfatningen.
16. Hertugdømmet Nassau
17. Hertugdømmet Braunschweig
18. Hertugdømmet Sachsen-Gotha
19. Hertugdømmet Sachsen-Coburg
20. Hertugdømmet Sachsen-Meiningen
21. Hertugdømmet Sachsen-Hildburghausen (fra 1826 Hertugdømmet Sachsen-Altenburg)
22. Hertugdømmet Anhalt-Dessau
23. Hertugdømmet Anhalt-Köthen
24. Hertugdømmet Anhalt-Bernburg
25. Fyrstendømmet Hohenzollern-Hechingen
26. Fyrstendømmet Hohenzollern-Sigmaringen
27. Fyrstendømmet Liechtenstein
28. Fyrstendømmet Lippe
29. Fyrstendømmet Reuss-Schleiz
30. Fyrstendømmet Reuss-Gera
31. Fyrstendømmet Schaumburg-Lippe
32. Fyrstendømmet Schwarzburg-Rudolstadt
33. Fyrstendømmet Schwarzburg-Sondershausen
34. Fyrstendømmet Waldeck-Pyrmont
35. Fristaden Bremen
36. Fristaden Frankfurt am Main
37. Fristaden Hamburg
38. Fristaden Lübeck

Senere medlemmer
1. Landgrevskabet Hessen-Homburg (fra 1817)
2. Hertugdømmet Limburg (fra 1839; i personalunion med Kongeriget Nederlandene)

Stat uden repræsentation i forbundsdagen
1. Herrschaft Kniphausen (indre selvstyre oktober-november 1813 og 1826-1854)

## Historie

### Wienerkongressen
Efter Napoleons nederlag mødtes sejrherrerne i Wien i 1814 og 1815 for at trække linjerne op for Europa efter Napoleon. Under ledelse af den konservative østrigske fyrste Metternich ønskede man at genoprette status quo fra før Den Franske Revolution.
Napoleon havde i betydelig grad omorganiseret Tyskland. Den hellige tysk-romerske kejser havde nedlagt sin krone i 1806, og riget var blevet erstattet af en løs sammenslutning under fransk ledelse, Rhinforbundet. Denne sammenslutning faldt sammen efter Napoleons fald.
Den ledende preussiske forhandler, Karl August von Hardenberg, gik sammen med Metternich for at finde en ordning, som sikrede magtbalancen i Europa. De tog udgangspunkt i en plan af Wilhelm von Humboldt og fremlagde de såkaldte Tolv artikler.
Her blev foreslået en føderation af de tyske stater under ledelse af Preussen og Østrig. Østrig skulle have præsidentskabet i denne føderation. Planen blev ilde modtaget af mange tyske fyrster, da den begrænsede deres magt. Napoleons tilbagekomst fra Elba satte imidlertid fart i sagerne, og den 8. juni 1815 blev aftalen underskrevet.
Preussens territorium blev stærkt udvidet under Wienerkongressen. Preusserne fik bl.a. Westfalen, Rheinland og Svensk Pommern. Preussen fik områderne i vest for i fremtiden at kunne være en modvægt til Frankrig.
Sachsen, som havde støttet Napoleon, mistede betydelige dele af sit territorium til Preussen. Østrig gav afkald på flere tyske områder i bytte mod øget territorium i syd og øst.

### Det tyske Forbund indtil 1830
Samarbejdet mellem de tyske stater blev mindre omfattende, end hvad mange havde troet inden underskrivningen af aftalen. Der blev ikke indført fælles tyske domstole eller fælles administrative organer. Det blev et forbund af uafhængige stater frem for en forbundsstat. Det tyske Forbund fik et fælles parlament i Frankfurt, men beslutninger skulle vedtages med to tredjedeles flertal for at være gyldige. Preussens store andel af repræsentanterne gjorde derfor, at det kunne blokere alle forslag.
Det var stærke kræfter, som modarbejdede forbundet. Flere ikke-tyske fyrster, som den danske konge og den britiske konge, var repræsenteret i Det tyske Forbund gennem deres tyske fyrstetitler. Disse ønskede naturligt nok ikke et stærkt Tyskland. Heller ikke Metternich ønskede nogen stærk tysk centralmagt, da han var optaget af Østrigs suverænitet og stort set så på forbundet som et middel til at kontrollere Preussen.
I de første år af forbundstiden liberaliserede flere tyske stater deres styreform. I Østrig måtte kejser Frans godtage et statsråd i 1814. Baden og Bayern fik konstitutioner i 1818. Det så længe ud til, at også Preussen skulle få en grundlov, men kong Friedrich Wilhelm opgav idéen i 1818.
Det tyske Forbund skulle varetage Tysklands fællesanliggender indad til og udad til samt værne om det tyske folks rettigheder, men det blev i virkeligheden et fyrsteforbund til gensidig sikring af suverænernes interesser, mens der ikke blev taget hensyn til de under frihedskrigen anerkendte folkelige krav på national enhed og politisk frihed, og som følge heraf fik kun et mindretal af staterne forfatninger med lovgivende og bevilgende myndighed for stænderne (således navnlig Sachsen-Weimar, Bayern, Württemberg, Baden, Hessen-Darmstadt), mens Preussen måtte nøjes med rådgivende provinsialstænder, Hannover med en adelsrepræsentation, og Sachsen samt flere af de mindre stater beholdt deres forældede stænderinstitutioner fra tidligere tider. Hessen-Kassel endelig (samt det af den danske konge styrede Holsten) fik trods forbundstraktatens løfte herom for alle forbundsstaters vedkommende slet ingen forfatning. Ytringsfriheden holdtes inden for snævre grænser (en frisindet presselovgivning fandt kun sted i Sachsen-Weimar og Baden), enhver friere bevægelse i befolkningen betragtedes som tegn på strafbare revolutionære tendenser, og anmassende bureaukratisk regimente med tilhørende vilkårlige politiforholdsregler (især i Preussen) var den form, hvorunder den hellige alliances faderlige styrelse gjorde sig gældende.
Det ufolkelige styre var i modstrid med tidsånden og måtte uundgåeligt give anledning til folkelige protester, der imidlertid ansås som trusler mod de bestående fystestyrer. Således ansås ungdommelige ubesindigheder som optrinnene under Wartburg-festen den 18. oktober 1817 som udslag af statsfarlige demagogiske agitationer, om hvis undertrykkelse der forhandledes på fyrstekongressen i Aachen i 1818. Efter mordet på Kotzebue i 1819 blev der på en ministerkonference i Karlsbad samme år truffet bestemmelse om strengt tilsyn med alle tyske universiteter, opløsning af studenterforeningerne, forfølgelse af frisindede skribenter, indførelse af censur og flere lignende foranstaltninger. Stemningen hos folket, navnlig i de højere klasser, blev derfor mere og mere bitter mod regeringerne, men til fornyede uroligheder kom det først ved efterretningen om julirevolutionen 1830, da der på flere steder i Tyskland fandt oprørsagtige bevægelser sted.

### Uro i 1830
Den franske julirevolution i 1830 fik også eftervirkninger i Tyskland. I Aachen gjorde arbejdere oprør på fabrikkerne i september, og en preussisk hær måtte sættes ind for at stoppe urolighederne, som blev forstærket på grund af madmangel; i Kassel og andre steder i Hessen angreb bønder toldstationer.
I Braunschweig skiftedes regent, i Sachsen førte uroligheder i blandt andet Leipzig til, at reformer blev vedtaget, og i 1831 blev en ny grundlov vedtaget. Også Kurhessen fik en ny forfatning lige som Hannover det følgende år (og Holsten i form af Frederik 6.s rådgivende stænder 1834), men den ved det store folkemøde i Hambach i maj 1831 og tumulterne i Frankfurt am Main næste år fremkaldte frygt for demokratiske udskejelser gav atter reaktionen vind i sejlene, så at forbundsdagen endog nægtede at skride ind mod kongen af Hannover, da han 1837 ophævede den fri forfatning af 1831.
Urolighederne betød, at Metternich mobiliserede de reaktionære kræfter i Tyskland. Frankfurt-parlamentet vedtog i 1832 indskrænkelser i ytringsfriheden. I 1833 blev der oprettet et fælles tysk «centralbureau for politiske undersøgelser», som modarbejdede anti-monarkistiske strømninger.

### Toldunion
Den industrielle revolution var i fuld gang i denne periode, noget som gjorde, at der blev behov for friere handel. I 1834 blev der atter på preussisk initiativ oprettet Zollverein, en toldunion. Denne toldunion bestod af 34 tyske stater, men Østrig ville med sin protektionistiske økonomi ikke deltage.
Det var i denne periode de vestlige dele af staten Preussen, der anførte den industrielle udvikling. Ny sværindustri voksede frem i Ruhr-distriktet, blandt andre blev Krupp i Essen en af verdens ledende producenter af stål. Dette gjorde, at Preussen og hermed Tyskland i stor grad blev selvforsynende med industriprodukter, og importen fra England aftog. Udviklingen gik dog stadig relativt langsommere end i de andre førende industrinationer i samme tidsrum. Først efter 1850 var væksten af betydelig karakter.

### 1848-revolutionen
De liberale strømninger tog imidlertid snart igen fart, og oppositionen voksede sig i løbet af 1840’erne efterhånden så stærk, at regeringerne 1847 fandt det nødvendigt at slå ind på andre baner, så at endog kongen af Preussen gik ind på at sammenkalde en forenet landdag, hvor der november samme år fremkom forslag til en forandret forbundsforfatning, men et par måneder der efter udbrød februarrevolutionen i Paris (1848), og det blev nu ikke de tyske regeringer, men folket selv, der tog initiativet til at sikre de længe attråede politiske reformer.
Den 22. februar 1848 udbrød der endnu engang revolution i Frankrig. Som i 1830 spredte revolutionen sig først til Tyskland.
I begyndelsen af marts gik der en bølge af protester over Tyskland. Folk i alle stater krævede politiske forandringer. De første byer med opstand var Mannheim og Heidelberg. I Baden tvang de revolutionære kongen til at ændre det politiske system efter store demonstrationer i hovedstaden Karlsruhe.
I Østrig måtte Metternich den 13. marts gå af og flygte til England. Efter en stor demonstration måtte kejseren indføre pressefrihed, efter at der måtte soldater til for at stoppe pøblen. Samtidig lovede kejseren at indkalde en grundlovsforsamling.
Etter succesen i Wien brød urolighederne også ud i Preussen. I Köln blev oprøret ledet af Andreas Gottschalck, som krævede, at der også blev indført pressefrihed i Preussen. Oprøret i Köln blev slået ned, men bystyret i byen blev så ræd for yderligere optøjer, at det bad centralregeringen om at iværksætte reformer.
Kong Frederik Wilhelm 4. af Preussen gik herefter med på reformer efter en periode med nølen. Den 18. marts lovede kongen at indføre pressefrihed også i Preussen. Uheldigvis gik den preussiske øverstkommanderende i Berlin, von Prittwitz, hårdt til værks mod demonstranterne og åbnede ild mod folkemængden udenfor paladset. Dette gjorde, at reformløfterne fra kongen mistede al troværdighed, og det udviklede sig herefter til et oprør mod kongen. Kongen måtte snart opgive og sendte von Prittwitz og hæren ud af byen.
Kongen gav sin tilslutning til, at Tyskland skulle få en grundlov, og den 18. maj mødtes Tysklands første frit valgte parlament i Frankfurt. Parlamentet blev dog en fiasko. Det prøvede at gøre Preussens konge, Friedrich Wilhelm, til kejser i et forenet Tyskland. Friedrich Wilhelm nægtede imidlertid at tage imod tilbuddet, og da de østrigske og preussiske repræsentanter herefter forlod parlamentet, gik det i opløsning.
Liberalismens mål var både at tilvejebringe en tysk rigsstyrelse under konstitutionelle former og at skaffe de enkelte stater frie forfatninger. For opfyldelsen af det sidste krav stillede der sig ingen videre hindringer i vejen, da regeringerne næsten overalt veg tilbage for den truende holdning, befolkningen indtog, og gav løfte om konstitutioner med almindelig valgret, pressefrihed, ministeransvarlighed, folkevæbning og så videre, men på enkelte steder kom det til blodsudgydelse, navnlig i Berlin, hvor der den 18. marts fandt gadekampe sted. I Holsten udbrød et oprør, der, som rettet mod det danske herredømme, vakte stor begejstring i Tyskland og i tilslutning til folkestemningen støttedes af Preussen og andre nordtyske stater. Med hensyn til rigsforholdene var det givet, at den af de liberale forhadte forbundsdag, der søgte at styrke sin stilling ved den 10. marts at tilkalde 17 (liberale) tillidsmænd som repræsentanter for de enkelte stater, skulle sættes ud af spillet, og allerede den 31. marts samledes et såkaldt »vorparlament«, bestående af 570 medlemmer (mest landdagsmænd), på egen hånd i Frankfurt am Main for at vedtage en valglov (med almindelig stemmeret) for en grundlovgivende nationalforsamling, der trådte sammen i Frankfurt den 18. maj og 29. juni og besluttede, at der skulle indsættes en centralregering med en rigsforstander i spidsen (hertil valgtes den østrigske ærkehertug Johan), hvorpå forbundsdagen den 12. juli opløstes. Parlamentet rummede mange af Tysklands bedste mænd i sin midte, men de fortabte sig i endeløse teoretiske diskussioner, hvorved den kostbare tid gik tabt. Følgen heraf var, at man ved nytårstid 1849 kun var nået til afslutning af debatten om de borgerlige grundrettigheder, men da havde forholdene ganske forandret sig, idet der efter de voldsomme demokratiske bevægelser i marts var indtrådt et tilbageslag: den besindige middelstand opskræmtes ved republikanske opstandsforsøg i Baden og ved den frankfurtske pøbels mord på Auerswald og Lichnowsky, og reaktionen begyndte atter at hæve hovedet, især efter, at opstanden i Wien i oktober var undertrykt og den preussiske rigsdag sprængt ved militærmagt den 20. november.
Både Østrig og Preussen var afgjort utilbøjelige til at rette sig efter centralregeringens bestemmelser og parlamentsbeslutninger, hvad der navnlig viste sig ved, at parlamentet måtte finde sig i at stadfæste Malmö-våbenstilstanden med Danmark af august 1848, som det kort i forvejen havde forkastet. Der var heller ingen udsigt til, at begge stormagter ville kunne billige den rigsforfatning, om hvilken der i januar—marts 1849 forhandledes i parlamentet, thi Østrig modsatte sig et forslag om kun at optage sine tyske lande i riget og ønskede hele det østrigske monarki indlemmet, mens det nationale parti ville have et snævrere Tyskland under Preussens ledelse og med delvis udelukkelse af Østrig. Uheldigt var det også, at man forkastede kejserværdighedens arvelighed, kejserens vetoret og oprettelsen af et rigsråd som repræsentant for fyrsterne over for parlamentet. Endelig enedes man den 27. marts om et arveligt kejserdømme og tilbød derpå med 290 stemmer mod 248 kongen af Preussen kejserkronen, men han afslog den 3. april tilbuddet af hensyn til Østrig og på grund af rigsforfatningens alt for demokratiske form. Østrig hjemkaldte nu sine deputerede i Frankfurt, og forfatningen vedtoges kun af 28 småstater samt Württemberg (tvunget af folkestemningen), hvorfor det radikale parti i parlamentet, efter at de mådeholdne (gothaerne) lige som de preussiske deputerede havde forladt Frankfurt, samtidig med at preussiske tropper undertrykkede de i maj udbrudte republikanske opstandsforsøg i Sachsen, Pfalz og Baden, forlagde dette til Stuttgart og indsatte et rigsregentskab der den 6. juni, men de var kun 106 i tallet og sprængtes den 18. juni fra hinanden.
Preussen havde imidlertid dannet det såkaldte trekongeforbund (Preussen, Sachsen, Hannover), der enedes om et udkast til en rigsforfatning omtrent som den i Frankfurt vedtagne, men under konservative former og uden kejser, men da de to sydtyske kongeriger ikke ville gå med hertil, opløstes trekongeforbundet, og Preussen og Østrig vedtog nu i fællesskab at lade forbundsanliggenderne afgøre ved dertil udnævnte kommissærer i oktober samme år, hvad der førte til, at rigsforstanderen den 20. december nedlagde sin Post. Bayern og Württemberg foreslog nu den 27. februar 1850 oprettelsen af et rigsdirektorium med en det sideordnet rigsdag, bestående af landdagsmænd fra de enkelte stater, mens Preussen på et i Erfurt i marts samme år sammenkaldt møde forelagde et udkast til en forfatning for en union af de tyske Stater. Forslaget vedtoges af de fleste nordtyske stater, men som svar herpå indkaldte Østrig i maj samme år den gamle forbundsdag til atter at give møde i Frankfurt, hvor den trods Preussens protest næsten fuldtalligt havde indfundet sig i september samme år, og det så nu ud til, at det skulle komme til krig mellem de to stormagter, idet preussiske tropper, der under en mellem kurfyrsten af Hessen og hans folk opstået konflikt vedrørende forfatningen var rykkede ind i Hessen for at tage sig af folkets sag, her kom til at stå over for østrigske og bayerske tropper, som på forbundsdagens begæring skulle støtte kurfyrsten. I yderste øjeblik bøjede Preussen dog af og måtte på en ministerkonference i Olmütz ydmyge sig for Østrig ved at gå ind på dets fordringer vedrørende Kurhessen og Holsten.
I maj 1851 genoptog forbundsdagen sine regelmæssige møder og optrådte straks som trofast forbundsfælle af reaktionen i de enkelte stater, hvor de frie forfatninger dels tilbagekaldtes, dels ændredes i streng konservativ ånd: flere steder genindførtes stænderforrettighederne, lige som presse- og forsamlingsfriheden indskrænkedes, så at det væsentlig kun var reformerne på retsplejens og det økonomiske område, der fik lov til at forblive uforandrede. Lige så lidt som der var tale om fællesskab for hele forbundet i post- og møntvæsen (toldforeningen omfattede heller ikke alle forbundsstater) eller i retspleje, lige så lidt nåede forbundet nogensinde til enig optræden udad til, hvorfor det ikke spillede nogen rolle under Krimkrigen 1853—1856 og under den fransk-italienske krig med Østrig 1859, der foretrak en ugunstig fred frem for at lade Preussen få overkommandoen over den tyske forbundshær.

### Socialismen og kommunismen
Endnu i 1848 var den borgerskabet, der var drivkraften i ønsket om demokratiske forandringer, men sideløbende med, at industrialiseringen tog til i Tyskland, fremvoksede der også frem en egentlig industriel arbejderklasse. Arbejderbevægelsen i Tyskland var imidlertid endnu ikke organiseret lige så godt som i Frankrig og Storbritannien.
Journalisten Karl Marx måtte i 1843 flytte til Paris efter, at avisen i Köln som han arbejdede på, blev lukket af myndighederne. I Paris blev han bekendt med Friedrich Engels, og Engels vækkede Marx' interesse for politik. Dette blev starten på et langt samarbejde mellem de to. I Paris skrev de to flere socialistiske tekster, hvoraf den mest kendte nok var Det kommunistiske manifest fra 1848. Manifestets udgivelse blev imidlertid sat i skyggen af andre begivenheder på kontinentet samme år.
I slutningen af 1850-erne og i begyndelsen af 1860-erne kom der fart i den fælleseuropæiske arbejderbevægelse. Dette blev udløst af en fælleseuropæisk økonomisk krise i 1857. I 1864 oprettedes i London organisationen den første internationale, hvis formål var at virke for arbejdernes rettigheder. Marx var de tyske arbejderes repræsentant i internationalen.
I 1867 udgav Marx det første bind i storværket Das Kapital. Bogen er en analyse af kapitalismen. Das Kapital kom til at fremstå som et filosofisk og politisk rammeværk for socialismens talsmænd.
Det var imidlertid på denne tid splittelse i den tyske arbejderbevægelse. Socialistlederen Ferdinand Lasalle gik ind for at samarbejde med de borgerlige, hvilket Marx var imod. Marx, August Bebel og Wilhelm Liebknecht stiftede derfor i 1869 deres eget socialistparti. Tiden var endnu ikke kommet til at sætte socialismen på den politiske dagsorden.

### Bismarcks fremvoksende stjerne
Efter at have debuteret som lokalpolitiker i 1847 blev Otto von Bismarck i 1851 chef for den preussiske delegation til Det tyske Forbund. Her udmærkede han sig tidligt med sin markante anti-østrigske linje. Bismarck arbejdede blandt andet hårdt for at nægte Østrig adgang til toldunionen.
Da prins Wilhelm blev regent, sendte han Bismarck til Rusland som ambassadør. Dette blev set som en måde at pacificere krigsherren Bismarck på. Senere blev Bismarck overført til Paris.
Da striden mellem den preussiske konge og nationalforsamlingen så værst ud, blev Bismarck kaldt til Berlin igen. Her blev han udnævnt til statsminister i 1862.
Bismarck gik hensynsløst til angreb på Preussens mere liberale kræfter. Når nationalforsamlingen ikke stemte som Bismarck ville, ignorerede han den simpelthen og trumfede sin vilje igennem. Bismarck var fast besluttet på at gøre Preussen til Tysklands ledende magtfaktor. Han modarbejdede Østrig på alle mulige måder og kom hellere med tilnærmelser til Frankrig. Da Franz Joseph af Østrig indkaldte til et møde for at revidere den tyske forfatning i 1863, fik Bismarck den preussiske konge til at boykotte mødet. Han mente, at fremstødet var et østrigsk forsøg på at pacificere Preussen.
Hændelser senere i 1863 gjorde imidlertid, at Bismarck måtte indstille sin anti-østrigske holdning i en periode.
Afholdelsen af et møde i Eisenach i juli 1859 mellem tidligere parlamentsmedlemmer i lighed med »vorparlamentet« 1848, der anbefalede et snævert forbund under Preussens ledelse, og stiftelsen af nationalforeningen med samme formål fjernede end yderligere de to stormagter Preussen og Østrig fra hinanden. Vel enedes man om nogle økonomiske reformer (navnlig en fælles handelslov), men under de genoptagne forhandlinger om en revision af forbundsforfatningen 1860—1863 holdt Preussen fast ved sit unionsforslag af 1851, mens Østrig og sydstaterne atter mødte frem med forslaget af februar 1851 om et direktorium og en rigsdag bestående af landdagsmedlemmer, hvad der ville give mellemstaterne og dermed Østrig overvægt over Preussen, hvis voksende indflydelse under den ny æra, der var begyndt med Vilhelm 1.s overtagelse af regeringen, viste sig ved, at forbundet blev nødt til på Preussens forlangende at genoprette forfatningen af 1831 i Kurhessen (hvorved Preussen fik oprejsning for nederlaget 1850), lige som den af den østrigske kejser i august 1863 indkaldte fyrstekongres i Frankfurt blev resultatløs, da Vilhelm 1. nægtede at give møde.

### Krigen i Slesvig og Holsten
Hertugdømmerne Slesvig og Holsten havde siden 1460 været i personalunion med Danmark. Hertugdømmerne havde med det Tyske Kancelli (tysk fordi forvaltningssprog i hertugdømmerne var tysk) en fælles forvaltningsinstans i København og skulle ifølge Ribe-Overenkomsten fra 1460 være «evig udelelig» under den danske konge. Slesvig var et dansk len med dengang overvejende dansktalende indbyggere og havde aldrig hørt til Tyskland. Holsten var et tidligere tysk len med udelukkende tysktalende indbyggere, i 1806 inkorporeret i det danske rige men kom sammen med Lauenborg til at indgå i det Tyske Forbund.
I 1863 gik stærke kræfter i Danmark ind for at indlemme Slesvig i kongeriget og hellere opgive Holsten til Tyskland. Imod internationale aftaler vedtog man med den såkaldte novemberforfatning, en fælles grundlov for Danmark og Slesvig. Dette skabte stort postyr i Tyskland, og forbundsdagen i Frankfurt bad om hjælp til at «befri» hertugdømmet fra afhængigheden af Danmark.
Bismarck var ikke interesseret i nogen ny tysk stat, men ville udnytte situationen til at styrke Preussen. Han gik hellere ind for at indlemme området i Preussen. Kong Wilhelm havde som udgangspunkt stor sympati med tyskerne i Slesvig og Holsten og blev derfor forfærdet, men gik alligevel med på Bismarcks linje.
Efter at forbundsdagen havde vedtaget, at Holsten skulle besættes af tyske tropper, hvilket skete i december 1863 (i en såkaldt forbundseksekution), stillede Østrig og Preussen et ultimatum til Danmark den 16. januar 1864 om at ophæve Novemberforfatningen inden udgangen af den 18. januar 1864. Da danskerne afviste dette, rykkede preussiske og østrigske tropper i februar 1864 over Ejderen ind i Slesvig, hvilket førte til kritik fra det Tyske Forbund, som kaldte Preussens og Østrigs indtrængen flere gange for lovstridig .
Danmark havde stor international sympati, men havde i praksis ingen chance mod de to tyske stormagter. Den 18. april 1864 kom det til et stort slag ved Dybbøl skanse, hvor danskerne tabte halvdelen af deres styrker på 10.000 mand. Hele Jylland blev besat, og danskerne måtte overgive sig. Fredsaftalen, som blev underskrevet i Wien den 30. oktober, gjorde, at både Holsten og Slesvig blev afstået til kongen af Preussen og kejseren af Østrig.

### Preussen bliver den ledende tyske magt
I Gastein i august 1865 indgik Preussen og Østrig en aftale om fordelingen af Slesvig og Holsten. Østrig skulle administrere Holsten, mens Preussen fik Slesvig. Bismarck var imidlertid ikke fornøjet med at få byttet halveret, og på et regeringsmøde den 28. februar 1866 gik han ind for at tage et militært opgør med Østrig. En endelig afgørelse af striden mellem de to stormagter og Preussens brud med Wienerhoffet indtrådte, da Bismarck erklærede, at et Østrigs forlangende om en rigsdag bestående af landdagsmedlemmer stred mod aftalen i Gastein fra august 1865, hvorpå preussiske tropper besatte Holsten og forjog den derværende østrigske statholder. Østrig forlangte nu forbundseksekution mod Preussen, hvad forbundsdagen vedtog den 14. juni 1866, og da Preussens svar herpå var en udmeldelse af forbundet og forslag om et nyt forbund under Preussens ledelse og med udelukkelse af Østrig, var krigen uundgåelig.
Bismarck overbragte så forbundsdagen et forslag om en reform af Det tyske Forbund. Dette forslag inkluderede et nyt tysk parlament baseret på almindelig stemmeret. De andre tyske stater var yderst skeptiske, da dette var helt nye toner fra den meget konservative Bismarck. Da forslaget ikke blev vedtaget, skød Bismarck skylden på Østrig og fremlagde en revideret plan, der skulle udelukke Østrig fra forbundet. Østrigs regering svarede igen med at kræve, at forbundstropperne blev mobiliseret mod Preussen, hvilket blev vedtaget.
Den 15. juni rykkede preussiske tropper ind i Hannover og Sachsen, og seks dage senere kom krigserklæringen. Preussen var nu i krig mod Østrig og de fleste andre tyske stater. Denne krig blev senere kendt som den østrigsk-preussiske krig.
Den preussiske hær, ledet af Helmuth von Moltke, satte hurtigt de nordtyske stater ud af spillet. Efter erobringen af Hannover kontrollerede Preussen hele Tyskland nord for Main.
Efter erobringen af Nordtyskland satte Moltke kursen mod Böhmen. Den 3. juli 1866 mødtes den preussiske og den østrigske hær i slaget ved Königgrätz, hvor resultatet blev en stor preussisk sejr, og krigen var i praksis vundet efter dette.
Kong Wilhelm ville gå videre og erobre større dele af Østrig, men Bismarck fik overtalt kongen til ikke at ydmyge Østrig. Bismarck forstod, at Preussen behøvede Østrig som allieret i fremtiden. Ved freden i Prag i august nøjedes Preussen derfor med at kræve Østrigs afståelse af Slesvig-Holsten.
De fleste af småstaterne sluttede sig til Preussen, men da mellemstaterne holdt med Østrig, besatte preussiske tropper Sachsen, Hannover og Kurhessen, mens Main-hæren i juli slog de vest- og sydtyske forbundstropper i omegnen af Frankfurt og ved Würzburg, hvorpå der den 2. august blev sluttet våbenstilstand, der i løbet af måneden gik over til fredsslutninger ved hvilke, de sydtyske stater betalte en sum af 32 mio. thaler i krigsomkostninger og sluttede hemmelige militærkonventioner med Preussen. Imidlertid havde de tre preussiske hære i Böhmen tilføjet østrigerne en række nederlag de sidste dage af juni og efter at have forenet sig vundet hovedslaget ved Sadowa den 3. juli, hvad der førte til præliminærfreden i Nikolsburg den 26. juli og den endelige fred i Prag den 23. august, hvorved Østrig opgav sin stilling i Tyskland, overlod Slesvig og Holsten til Preussen og betalte 20 mio. thaler i krigsomkostninger. Dagen efter Prag-freden holdt forbundsdagen sit sidste møde i Augsburg, hvortil den 14. juli var flyttet fra Frankfurt, og et par dage før var Preussen blevet enig med småstaterne om deres indtrædelse i et nordtysk forbund under Preussens ledelse. I forbundet, hvis sydgrænse Main-linjen skulle være, optoges senere Sachsen og den nordlige del af Hessen-Darmstadt, mens Slesvig, Holsten, Hannover, Hessen-Kassel, Nassau og Frankfurt am Main indlemmedes i Preussen. De andre nordtyske stater blev tvunget ind i Det nordtyske Forbund, der fik Bismarck som forbundskansler. Forbundet skulle have et forbundsråd samt en rigsdag, hvor medlemmerne skulle vælges for tre år, med almindelig stemmeret.